# Jälltjärnen (Offerdals socken, Jämtland, 706471-140440)
Jälltjärnen är en sjö i Krokoms kommun i Jämtland och ingår i Indalsälvens huvudavrinningsområde.